# Тома Словен
Тома Словен (око 760—823) је био византијски војсковођа и самопроглашени цар који је предводио велику побуну у Византији (820—823), током које се и сам Цариград нашао под опсадом. Његова побуна је добила социјално-револуционарни карактер, јер је потлаченој сиротињи обећао ослобођење од свих недаћа, док је на верском плану је заузео одлучан иконофилски став насупрот званичној иконоборачкој политици.

## Биографија
Тома је рођен у породици малоазијских Словена, највероватније око 760. године. Приступио је византијској војсци и 803. године се налазио у редовима побуњеног Вардана Турчина. Поред њега, у редовима побуњеника налазили су се још и Лав Јерменин (813—820) и Михајло Аморијац (820—829). Забележено је да им је током побуне, један видовити старац предвидео блиставу будућност. Према његовом пророчанству, Варданова побуна ће пропасти, али ће двојица од њих постати цареви, док ће трећи бити надомак тога. Након пораза у борбама са бугарским ханом Крумом (803—814) 813. године, Лав и његови саборци су приморали Михајла I (811—813) да абдицира, а за новог цара је постављен сам Лав Јерменин.
Крајем владавине Лава V, Тома је у Малој Азији подигао устанак, прогласивши се за цара. Главни повод за избијање побуне, било је безобзирно одузимање сеоских имања и претварање слободних сељака у зависне кметове (парике), а пришли су јој, поред Словена којих је тада било много у Малој Азији, Арабљани, Персијанци, Јермени, Грузини и други кавкаски народи који су живели у том делу Византије. Током кратког временског рока, на његовој страни нашло се четири од шест малоазијских тема (само су Јерменија и Опсикија остале лојалне новом цару и његовом некадашњем саборцу Михајлу II), док га је антиохијски патријарх овенчао за цара, уз подршку багдадског калифа, који је тада владао Антиохијом. Захваљујући подршци теме Кивиреот, Тома је имао на располагању флоту којом је своје следбенике пребацио у европски део Византијског царства. Ту му се прикључује иконофилски настројено становништво и он, на челу својих снага, у децембру 821. године отпочиње опсаду Цариграда која је трајала више од годину дана. Међутим, неорганизоване народне масе које је предводио Тома нису успеле да пробију Цариградске бедеме и опсада је прекинута у пролеће 823. године, услед распада покрета, али и војне интервенције бугарског хана Омуртага (814—831).
Тома се након тога повукао у Аркадиопољ са мањим одредом својих присталица. У њему је пружао отпор још неколико месеци, да на крају био ухваћен и после свирепог мучења убијен је у октобру исте године.